# Chartreuse de Hérinnes-lez-Enghien
La chartreuse de Hérinnes-lez-Enghien, de son nom canonique chartreuse de La Chapelle à Hérinnes-lez Enghien, était un monastère d'hommes de l'ordre des chartreux situé à Hérinnes (en néerlandais : Herne), dans le Brabant flamand (Belgique).
Elle fut fondée en 1314 et était la plus ancienne chartreuse des anciens Pays-Bas. Elle disparut lorsque l'empereur Joseph II supprima les couvents de contemplatifs en 1783. Quelques beaux souvenirs en sont encore visibles, de même que la ferme Hof te Schiebeek à Hérinnes (Herne), appartenant au monastère. Son histoire nous est connue grâce à la chronique de trois de ses moines : Arnold Beeltsens, Jean van de Maude (Joannes Ammonius) et Guillaume Pédé (Bruno).

## Histoire

### Fondation
Le seigneur d’Enghien, Walter II, laissa par testament un legs pour la fondation d’un couvent de chartreux dans son domaine. Avec l’approbation de l’évêque de Cambrai, des moines vinrent de Valenciennes (France) et s’installèrent à Herne en 1314 près d’une chapelle mariale, déjà lieu de pèlerinage. Ainsi la nouvelle chartreuse prit le nom de Domus Capellae, c’est-à-dire « chartreuse de la Chapelle ». Un certain Robert, moine de Vervins en est le premier prieur.

### 1314-1410: développement
Période de construction des bâtiments et consolidation. De bonnes relations s’établissent avec les seigneurs des environs. Le monastère est la cheville ouvrière des fondations dans les Pays-Bas et à l'origine de la Province de Teutonie de l'ordre chartreux. C'est de Herne que partirent les fondateurs des chartreuses de Grammont, Anvers, Scheut (Bruxelles) et Diest. Parmi d’autres travaux intellectuels, Petrus Naghel, prieur à la fin du XIVe siècle, traduisit du latin en néerlandais une partie de la Bible (Vulgate), la Légende dorée ainsi que des œuvres de pères de l'Église.

### 1410-1500: rayonnement
Les ermites de la chartreuse d’Herne ont une réputation de ferveur. Discrètement ils ont un grand rayonnement dans la région. Les prieurs élus à la tête du monastère sont souvent des personnalités remarquables : Jean d’Arras, Jean de Montignies, Laurent Muschezeele et d’autres. Leur renom fait qu’ils sont appelés à réformer des monastères de la région. D’illustres pénitents visitent le monastère, et l’aristocratie la soutient, en particulier la maison d’Enghien. Marguerite d'York, sœur du roi d'Angleterre et troisième épouse de Charles le Téméraire, est une grande bienfaitrice. Roger van der Weyden, le célèbre peintre, fait également un don au monastère où son fils (Corneille) s’est fait moine.

### 1500-1783: déclin
Les moines n’échappent pas aux troubles des guerres de religion. La chartreuse est dévastée une première fois, par les Gueux, en 1566 et incendiée lors de leur retour en 1580. La vie claustrale et les offices liturgiques reprennent dans une église restaurée en 1596, mais les moines ne connaîtront plus la paix. Les gouvernements — moins religieux qu’auparavant — usurpent volontiers des biens du monastère. La stabilité monastique est mise à mal, car nombreux sont les moines qui, insatisfaits, passent d’un monastère à l'autre.
En 1794, une tentative de retour des chartreux à Herne se solde par un échec.
Après la Seconde annexion française des États de Belgique, éclate l'insurrection de la Guerre des Paysans (1798), par rejet des lois anticatholiques de déchristianisation, et de la conscription instaurées par la République française. Elle est écrasée par les républicains lors de divers combats décisifs livrés à Bornem, Diest, Mol et Hasselt, mais aussi à la chartreuse à Hérinnes, où sont morts 300 jeunes paysans dits brigands et Jan Baptist Eeckhoudt (1744-1798) ou van Eeckhout, un des meneurs. En 2023, la commune commémore l'événement, avec une reconstitution historique.

## Prieurs et moines notables
D’après Vinchant 
- Laurent Muschezeele, conseiller spirituel de Marguerite d'York, duchesse de Bourgogne.
- Henri van Loen, bachelier en théologie, fonde la pédagogie du Porc. Le 19 juillet 1441, il entre à Hérinnes. Il en devient le prieur en 1445. Dès 1454, il commence à s’occuper de la fondation de la nouvelle chartreuse de Scheut, dont il devient en 1456 recteur et prieur, en 1458. En 1475, il retourne à Hérinnes comme vicaire où il meurt[5]. Il a écrit sur les Psaumes de David et sur l'Éthique à Nicomaque.
- Arnoul Kerman, visiteur de la province et prieur de Hérinnes.
- Arnoul du Mont-Sainte-Gertrude
- Jean d'Audenarde
- Jean de Termonde, auteur, prieur de Sélignac.

## Trois chroniqueurs
Ce que l’on connaît de l’histoire du monastère repose beaucoup sur les écrits des trois chroniqueurs, Arnold Beeltsens, Jean Ammonius et Guillaume Pédé.
- Arnold Beeltsens, originaire de Tollembeek (un village situé au nord-ouest d’Enghien) entra à la chartreuse en 1456, après de bonnes études à Grammont et à Louvain. Ordonné prêtre en 1460, il fut chantre et correcteur au chœur, (un office important), puis vicaire de la chartreuse. Il mourut en 1490. Se basant sur le cartulaire du monastère, Beeltsens en trace une chronique jusqu’en 1490, se contentant de mentionner événements et dates sans composer une histoire, et sans aucune recherche de langage.
- Jean Ammonius, (de son vrai nom Jean Van der Maude), originaire de Gand et reçu à la chartreuse en 1500, était un humaniste fort porté sur les lettres latines. Son goût pour les études classiques, les livres et les idées modernes lui causèrent des ennuis. Des soupçons pesèrent sur son orthodoxie : il fut accusé de sympathie luthérienne. Il mourut en 1545. Sa chronique commencée en 1529 témoigne d’une bonne plume; comme il parle d’événements contemporains son style est plus vivant même si une aigreur de ton, due aux problèmes personnels rencontrés, transparaît souvent.
- Guillaume-Bruno Pédé, né à Bruxelles, entra à la chartreuse de Scheut (Bruxelles) en 1720 et prit alors le prénom de Bruno (fondateur de l’Ordre). Il fut prieur de la chartreuse de Bois-Saint-Martin (Grammont) de 1744 à 1752. Par décision du chapitre général des chartreux il devint prieur de Hérinnes en 1752 et le resta jusqu’à sa mort survenue en 1765. Sa chronique Series monachorum professorum cartusiae... usque ad annum 1762 reprend l’œuvre des deux prédécesseurs et couvre presque toute l’histoire de Hérinnes (Herne).